# Sombrero calañés
Il sombrero calañés è un cappello tradizionale realizzato nel comune spagnolo di Calañas.

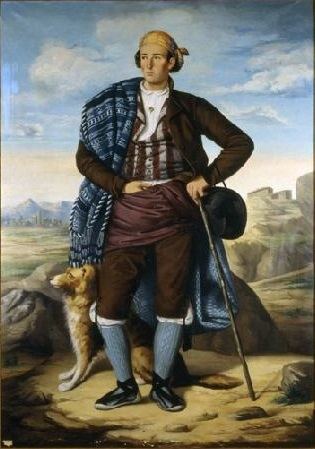
ritratto di un aragonese con un sombrero calañés appeso al braccio sinistro

## Caratteristiche
Il sombrero calañés ha una corona bassa conica e una tesa rivolta verso l'alto fino al punto di ribaltarsi, con una decorazione nodosa nella parte superiore della corona e su un lato della tesa. La corona bassa può essere regolata da una corda. Il cappello è indossato leggermente asimmetrico ed è più decorativo che pratico.
A volte è anche chiamato sombrero castoreño perché è tradizionalmente realizzato con il feltro di un castoro o animale simile.